# Chlorurus bowersi
Chlorurus bowersi is een  straalvinnige vissensoort uit de familie van papegaaivissen (Scaridae). De wetenschappelijke naam van de soort is voor het eerst geldig gepubliceerd in 1909 door Snyder.
De soort staat op de Rode Lijst van de IUCN als Gevoelig, beoordelingsjaar 2009.